# Klaryn
Klaryn – odmiana petrograficzna węgla kamiennego. Głównym jego składnikiem jest klaryt.

## Właściwości optyczne
- Połysk: błyszczący, ale wykazuje przejścia do matowego.
- Struktura: niejednorodna.
- Barwa: czarna.
- Rysa: brunatna do czarnej.

## Właściwości fizyczne
- Gęstość zależy od składu petrograficznego i wynosi 1,24–1,42 g/cm3
- Twardość zależy od składu petrograficznego, twardszy niż witryn.
- Przełam muszlowy, podobny do witrynu.